# Посольство Сенегала в России

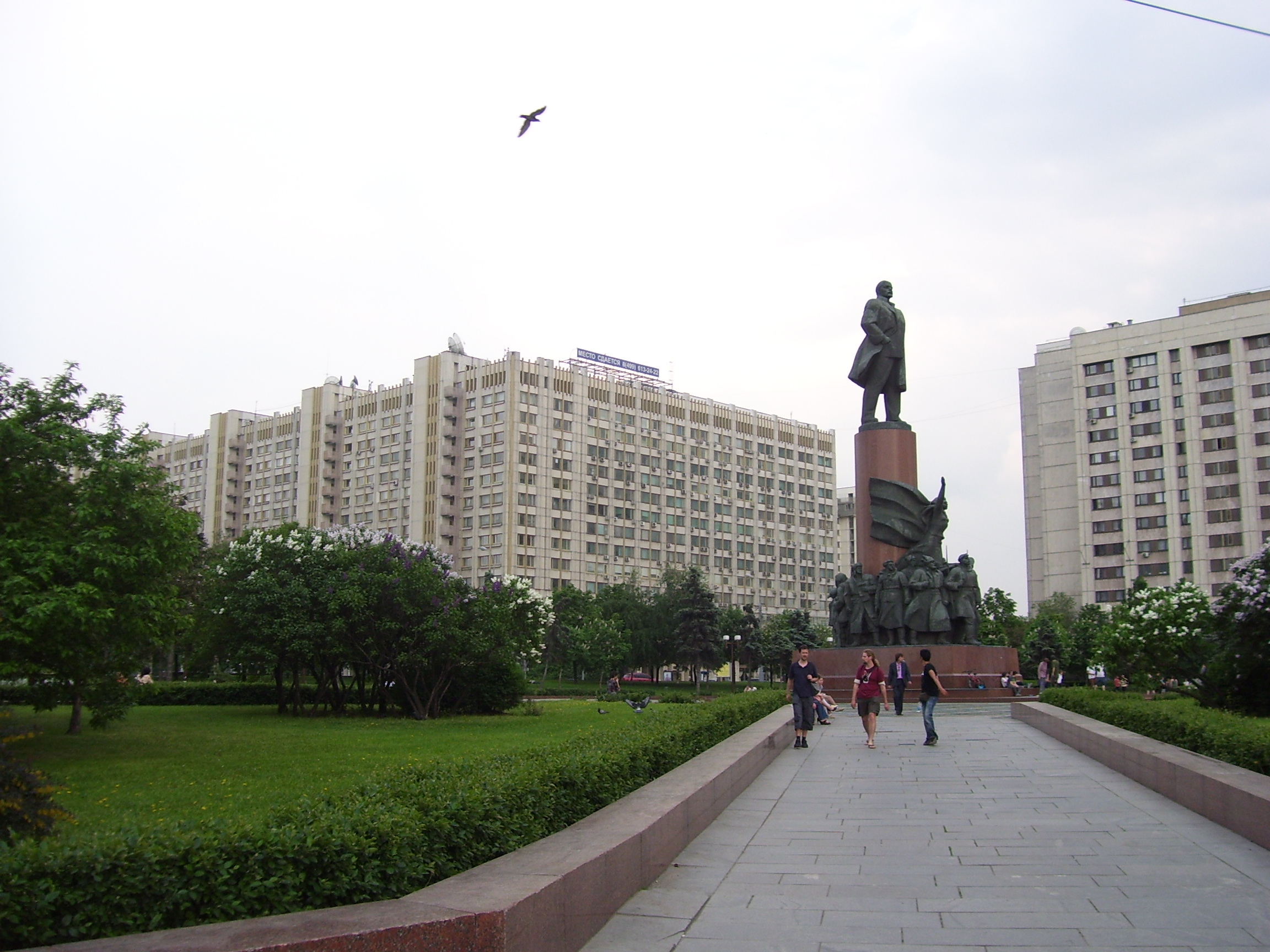
Здание, где располагается посольство Сенегала в Москве (Коровий Вал, № 7).

Посольство Сенегала в Российской Федерации — официальная дипломатическая миссия Сенегала в России, расположена в Москве в районе Якиманки на улице Коровий Вал. 
- Адрес посольства: 119049, Москва, улица Коровий Вал, дом 7, стр.1, офисы 193—194
- Посол Сенегала в Российской Федерации: Жан-Батист Тиатьи Тин (с 8 мая 2022 года).
- Индекс автомобильных дипломатических номеров посольства — 058.

## Дипломатические отношения
Дипломатические отношения установлены 14 июня 1962 года. В 1962-1965 годах заключены соглашения о культурном, торговом, экономическом и техническом сотрудничестве и ряд других.

## Послы Сенегала в России
- Мунтага Диалло (2005—2010)
- Мамаду Салиу Диуф (2010—2015)
- Мамаду Дэм (2015—2017)
- Абду Салам Диалло (2017—2022)
- Жан-Батист Тиатьи Тин (c 2022)